# ۹۶۸ (قمری)
۹۶۸ (قمری)، نهصد و شصت و هشتمین سال در گاهشماری هجری قمری است. اول محرم این سال برابر با دوم اکتبر سال ۱۵۶۰ میلادی است.